# Mours-Saint-Eusèbe
Mours-Saint-Eusèbe – miejscowość i gmina we Francji, w regionie Owernia-Rodan-Alpy, w departamencie Drôme.
Według danych na rok 1990 gminę zamieszkiwało 2027 osób, a gęstość zaludnienia wynosiła 385 osób/km² (wśród 2880 gmin regionu Rodan-Alpy Mours-Saint-Eusèbe plasuje się na 431. miejscu pod względem liczby ludności, natomiast pod względem powierzchni na miejscu 1496.).